# BR-135
La BR-135 es una carretera longitudinal federal brasileña que se inicia en São Luís, Maranhão, y termina en  Belo Horizonte, Minas Gerais.
El camino pasa por la región de MATOPIBA (en el sur de Maranhão y Piauí Y en el oeste de Bahía), que es un importante productor de soja, maíz y algodón, entre otros productos; y Minas Gerais, que es el mayor productor brasileño de minerales y piedras preciosas, además de tener un fuerte sector agrícola.